# Broager
Broager (en alemán, Broacker) es un pueblo en el municipio de Sønderborg, en la Región de Dinamarca Meridional, Dinamarca. Se sitúa en la península de Broagerland, y por ello está rodeada de agua por tres lados, las aguas del Flensburg Fjord llegando al Mar Báltico. Tiene una población 3376 habitantes (1 de enero de 2011). El elemento más importante del pueblo es su iglesia.